# アルグン
アルグン（ارغون خان Arγun, Arghun, 1258年? - 1291年3月10日）は、イルハン朝の第4代君主（イル・カン、ハン、在位：1284年8月11日 - 1291年3月10日）。
第2代君主・アバカの長男。アバカの側室の一人カイミシュ・ハトゥン（エゲチ）の息子。第5代君主・ガイハトゥの異母兄で、第7代君主・ガザン・ハン、第8代君主・オルジェイトゥの父。『元史』の漢字表記では阿魯渾大王、『集史』などのペルシア語表記では ارغون خان Arghāūn khān と書かれる。

## 生涯

### 継承争い
父・アバカ没後のクリルタイで、後継を巡って叔父であるテグデル（フレグの7男）、モンケ・テムル（フレグの11男。フレグとアバカの正妃オルジェイ・ハトゥンの息子）らを推すグループと対立した。モンケ・テムルがアバカの死から25日後の1282年4月26日にモースルで急死すると、テグデルの母クトイ・ハトゥンとモンケ・テムルの母オルジェイ・ハトゥンの両名は、アバカ一統が推すアルグンを後援した。しかし、他のフレグ家の王族たちや部将たちの多くがテグデルを推し、また、「ヤサ」の規定に従い君主位の継承は宗族の年長者によるべきであるという意見もはなはだ根強かった。このため、モンケ・テムルの死の10日後にあたる1282年5月6日にクリルタイの全会一致をもってテグデルが即位することとなった。
しかし、テグデル推戴後もアルグンは弟のガイハトゥや従兄弟のバイドゥらとともにたびたび叛乱を起こし、一度ならずテグデル側に捕縛されたが、ついには逆にテグデルを捕らえた。この争乱の最中にアルグンを擁護していた叔父のコンクルタイ（フレグの9男）をテグデルが処刑し、これを恨んだ生母アジャジュ・エゲチらコンクルタイ家の人々が復讐としてテグデルを処刑するよう迫り、結局テグデルは1284年8月10日に処刑された。
アルグンは一時離反した叔父のフラチュ（フレグの12男）と和解すると、ガイハトゥらの推戴を受けて、マラーガ近傍のハシュトルード川とクルバーン・シラとの間にあったカムシウンという夏営地においてクリルタイを開催し、1284年8月11日に即位した。
1286年2月24日（諸説あり）、モンゴル皇帝（カアン）クビライから勅書を奉じた使者が来訪し、アルグンにハンの称号を与え、アルグンの君主位継承が追認された。

### 晩年
晩年は病を得て、1291年3月10日にアッラーン地方で冬営中に34歳で病没した。
その後、彼の遺骸はイラン中部ザンジャーンとアブハルの中間にあったモンゴル語で「クンクル・ウラン」と呼ばれたシャルーヤーズ草原の南部、スィジャース山に埋葬された。このクンクル・ウランに後年オルジェイトゥは自らの廟墓（オルジェイトゥ廟）を含むソルターニーイェを建設している。

### ヨーロッパへの使節派遣

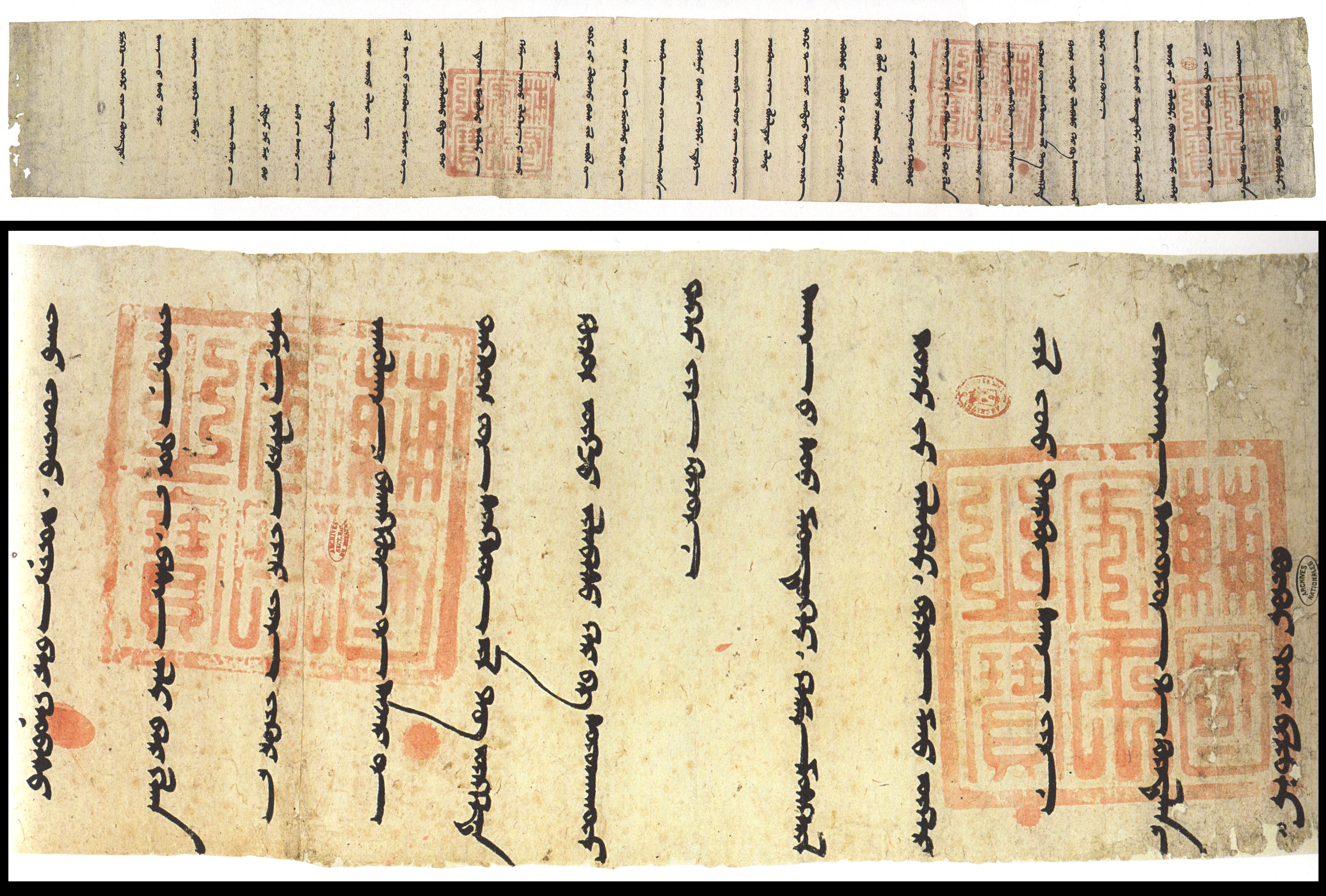
アルグン発令のフィリップ4世宛て勅書。イルハン朝側がエジプトを制圧し、1291年2月21日頃までにフランス王国側がダマスクス周辺を奪取する計画が提案され、成功した暁にはフィリップ4世にエルサレムを与える事が書かれている。（1289年6月21日付け）

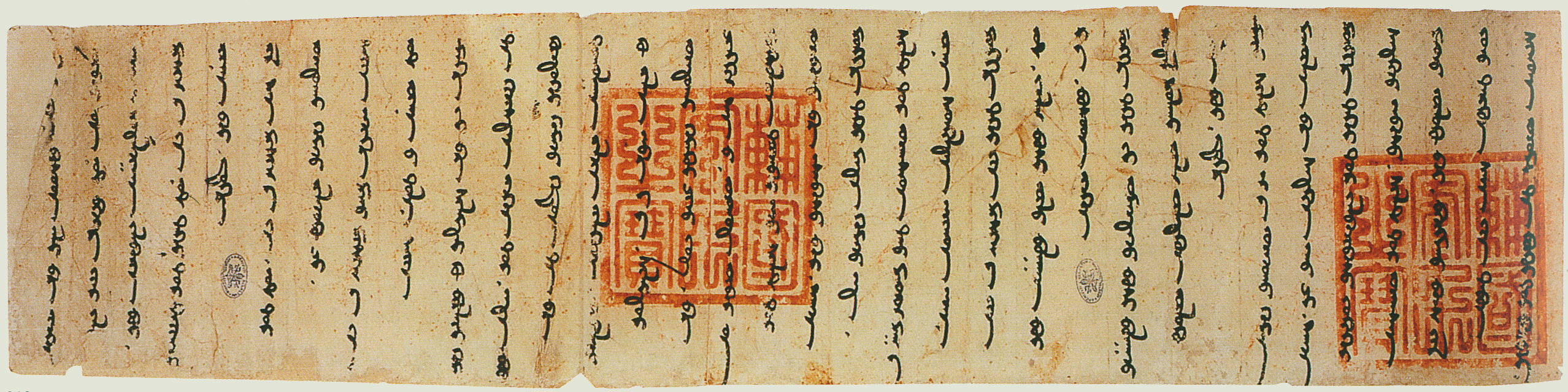
アルグン発令のローマ教皇ニコラウス4世宛て勅書（1290年）

アルグンの治世にはマムルーク朝対策のため、ヨーロッパの勢力に使者を交していたことが知られている。主にローマ教皇庁とフランス王国へのものが有名である。1288年、ネストリウス派の「カタイとオング諸都市の首都大主教」バール・サウマらがローマへ派遣され、教皇ニコラウス4世に謁見して国書を手渡した。ニコラウス4世はこれを大いに歓迎してキリスト教徒の君主であるアルグンを称讃し、返書では「聖地エルサレムをキリスト教徒側に奪還してエルサレム王国の解放は遠からず容易に達成するであろう」とアルグンのエルサレム入城を進言している。またエラダク、トクダンのふたりのモンゴル王妃がカトリックに改宗したと聞き、両妃にも別途に書簡を送って言祝いだと伝えられる（前者はエラダクはアルグンと妃ウルク・ハトゥンとの娘オルジェイ・ハトゥンあたりかと考えられ、後者のトクダンは弟ガイハトゥの母后トクダン・ハトゥンと考えられる）。
また1289年にはアルグンの側近でジェノヴァ人ブスカレッロ・ド・ジスルフがローマにたどり着き、先に教皇からの返書に同意して聖地エルサレムの攻略案を了承する旨アルグンからの声明を伝え、さらにイングランド国王エドワード1世とフランス国王フィリップ4世にも同様にシリア・パレスティナ遠征の提案を了承する書簡をラテン語による注釈付きで届けたと言う。1291年1月にはこれらの書簡がフランス、イングランドに届き、8月には教皇ニコラウスはエドワード1世宛の親書でアルグンが自らの愛子にニコラウスという洗礼名を与えたことを引いて、アルグンからの書簡の紹介と十字軍への参加を要請している。しかし、この周到に錬られたシリア遠征計画も、フランスに達した2ヶ月後には、当のアルグンが病没してしまい事実上頓挫した。アルグンがこれらヨーロッパの教皇と君主たちへ発した勅書の内、ニコラウス4世とフィリップ4世宛の、朱印入りのウイグル文字モンゴル語国書がそれぞれバチカン図書館とフランス国立図書館に現在でも伝存している。

## 宗室
『集史』「アルグン・ハン紀」によると、アルグンには男子は4人、女子も4人いたという。

### 父母
- 父　アバカ
- 母　カイミシュ・エゲチ

### 兄弟・姉妹
- 弟　ガイハトゥ
- 姉妹　7人（アバカ#宗室を参照）

### 后妃
- クトルク・ハトゥン　[注 1] - 大ハトゥン。四男ヒタイ・オグルの母
  - オルジェイ・ハトゥン[注 2]
- ウルク・ハトゥン[注 3] - 次男イェス・テムル、三男オルジェイトゥ、長女オルジェタイ、次女オルジェ・テムル、三女クトルグ・テムルの母
- セルジューク・ハトゥン[注 4]
- （大）ブルガン・ハトゥン[注 5] - 父アバカの妃。四女ダランチの母
  - ブルガン・ハトゥン[注 6]
- トデイ・ハトゥン[注 7] - 父アバカの側室。前君主テグデルの妃。

#### 側室
- コルタク・エゲチ - 長男ガザンの母
- クトイ
- エルケ・エゲチ

### 子女

#### 男子
- 長男　ガザン - 母コルタク・エゲチ
- 次男　イェス・テムル - 母ウルク・ハトゥン
- 三男　オルジェイトゥ - 母ウルク・ハトゥン
- 四男　ヒタイ・オグル - 母クトルク・ハトゥン

#### 女子
- 長女　オルジェタイ - 母ウルク・ハトゥン。アミール・アリナクに降嫁。タージュ・ウッディーン・ハサン・ブズルグの母。
- 次女　オルジェ・テムル - 母ウルク・ハトゥン。大アミール・イリンジンに降嫁。
- 三女　クトルグ・テムル - 母ウルク・ハトゥン。ディヤール・バクルのアミール・ブラジュに降嫁。
- 四女　ダランチ - 母ブルガン・ハトゥン。ギレイ・バウルチの息子ジャンダンに降嫁。